# Funk ostentação
Funk ostentação é um estilo musical brasileiro, criado no ano de 2008, na cidade de São Paulo. Desenvolveu-se primeiramente na Região Metropolitana de São Paulo e na Baixada Santista, antes de alcançar proporções nacionais a partir de 2011.
Os temas centrais abordados nas músicas referem-se ao consumo e a propriamente dita ostentação, onde grande parte dos representantes procura cantar sobre carros, motocicletas, bebidas e outros objetos de valor, além de fazerem frequentemente citações a mulheres e ao modo de como alcançaram um maior poderio de bens materiais, exaltando a ambição de sair da favela e conquistar os objetivos. O gênero foi criado como uma alternativa à lírica abordada pelo ritmo carioca, que citava essencialmente conteúdos relacionados com a criminalidade e com uma vida de sofrimento.
A primeira canção do estilo foi gravada pelos MCs Backdi e Bio G3 em setembro de 2008, intitulada "Bonde da Juju", fazendo menção clara para a ostentação. Após a realização de diversos festivais do gênero no estado, vários cantores foram sendo descobertos, enquanto outros acabaram se readaptando ao funk ostentação, que alcançou a primeira exibição nacional com o lançamento do videoclipe "Megane", do cantor MC Boy do Charmes, em meados de 2011. Quando tornou-se de senso comum que o funk ostentação seria melhor representado no formato audiovisual, o cinegrafista KondZilla inovou ao ser o primeiro a produzir conteúdos visuais, que foram recebidos com ampla aprovação pelos fãs. Para exemplificar isto, três videoclipes do ritmo estiveram entre os dez mais vistos nos anos de 2012 e 2013.
A consolidação do funk ostentação como um dos gêneros mais conhecidos do país aconteceu com o trágico falecimento de Daniel Pellegrine, conhecido no meio artístico como MC Daleste, o qual foi alvejado por dois tiros de arma de fogo enquanto realizava um show em Campinas, em julho de 2013. Ele era um dos principais representantes do estilo no momento de sua morte, a qual foi noticiada nacional e até internacionalmente, tornando-o um dos nomes mais pesquisado no Google no Brasil naquele ano. A exposição do caso na mídia fez com que outros artistas do funk concedessem entrevistas aos canais de televisão com depoimentos sobre a carreira e o fato acontecido.
Com o surgimento de um grupo econômico conhecido como nova classe média, o funk ostentação passou a obter estrita relação com os membros do mesmo, que após conseguirem uma elevação na situação financeira, buscam seguir os passos dos artistas, tornando este o gênero mais escutado pelos que se encontram neste patamar. Atualmente, os principais representantes do ritmo e que acumulam maior número de visualizações em suas canções e videoclipes são MC Guimê, MC Lon, MC Gui e Pocah.
O funk ostentação esteve muito popular de 2011 até 2014; porém, com os impactos da crise econômica de 2014 no país, o subgênero entrou em declínio e acabou sendo substituído por outros dois subgêneros do funk, o funk chavoso e o funk ousadia.

## Influências e tema
Durante muitos anos, cultivou-se uma grande rivalidade entre os estados de São Paulo e Rio de Janeiro no que tange aos estilos musicais predominantes em cada região. O Rio de Janeiro, por exemplo, criou o ritmo funk carioca, que possui em sua essência temas como a vida nas favelas e a exaltação da mulher - esta última, através do funk melody, e ao "proibidão", que canta sobre criminalidade e possui conteúdos de apelo sexual; no entanto, tal estilo não era aceito em São Paulo, pois era julgado pela maioria como alienante - apesar de uma crítica social se encontrar presente. Em contrapartida, os paulistas apresentavam um discurso contundente espelhado nos rappers norte-americanos da chamada velha escola do hip hop, preocupando-se em expor os problemas do governo em batidas pesadas e agressivas, as quais não foram bem-recebidas no estado vizinho por serem vistas como "chatas e antidiversão". Esta divisão explica a existência de poucos cantores de funk em São Paulo, bem como poucos rappers no Rio de Janeiro. Com o funk ostentação, essa divisão entre os estados acabou ficando bem menor, visto que ambos encontraram um "meio-termo" em seus ideais.
Não há um tema único tratado nas canções de funk ostentação, porém, como o próprio nome já diz, a maioria dos artistas faz uma menção a ostentar, ou seja, vangloriar-se com alta pompa sobre algo. Entre os assuntos mais utilizados pelos artistas estão os bens materiais - como carros, motocicletas, casas, apartamentos, roupas, acessórios e bebidas - mulheres e a ascensão social, ocasionada por uma ideia de ambição e superação. Apesar de ostentação ser antônimo para termos como humildade e simplicidade, os cantores citam frequentemente em suas canções tais atributos, para demonstrar que com perseverança conseguiram alcançar os seus objetivos. Um dos principais exemplos disso é o ex-pedreiro MC Boy do Charmes, autor do primeiro videoclipe de funk ostentação, que utiliza versos de superação em quase a totalidade de suas músicas. Para MC Bio G3, precursor do estilo, a ostentação não se resume em exibir-se: "Mas nosso objetivo não é esbanjar, e sim mostrar que, mesmo vindo de baixo, a gente conseguiu chegar aqui e qualquer um pode chegar também".
Após o crescimento da popularidade do gênero paulista, a opinião dividiu-se entre os especializados no assunto. DJ Marlboro, um dos principais representantes da história do funk carioca, considerou em uma entrevista à Folha de S.Paulo que "o Rio não abriu o olho e agora São Paulo está dominando". O pesquisador e autor do livro "101 Funks que você tem que ouvir antes de morrer", Julio Ludemir, afirmou que teme que com a onda da ostentação, o funk desapareça da favela, como aconteceu com o samba, quando afirma: "o funk está se firmando no mercado formal, mas é asfixiado na favela, o que atrapalha sua renovação".
O funk e o rap, em especial o rap brasileiro, sempre tiveram uma ligação próxima no ponto em que ambos abordavam a cultura da favela de forma humilde, e que era contra o consumo exagerado de bens. No entanto, este "boom" que o funk ostentação provocou na música modificou também o cenário do rap no país e causou inúmeras polêmicas. Os críticos mais conservadores, adeptos do hip hop alternativo e do gangsta rap, comumente proferem frases como "adeus rap nacional", e "o rap nacional foi morto". A posição de que os dois ritmos se opõem no que tange ao conteúdo lírico é defendida por rappers como MV Bill e Carlos Eduardo Taddeo, ex-Facção Central.
Considerado como o maior rapper da história brasileira, Mano Brown foi alvo de diversas críticas ao participar de um videoclipe de Pablo do Capão, seu conterrâneo do Capão Redondo, onde não participou de nenhum verso. Membro do mesmo grupo, os Racionais MC's, o cantor Ice Blue também esteve no meio de uma polêmica ao participar junto com Sandrão, do RZO, no clipe "Estilo Gangster" do também rapper Túlio Dek, em uma clara demonstração de influência da ostentação. Após ser alvo de graves acusações sobre o fato, Blue tentou esclarecer: "Os moleques se organizaram e perceberam que o funk ostentação dá dinheiro, é o que abriu a porta, é o que vende o sonho. Caras com dois, três anos de funk já conquistaram coisas que cara com quinze anos de rap não conquistou. Tem cara do funk com oito, nove casas, comprou casa para a mãe. Os caras do rap não conquistaram nem sua própria casa com o rap. E a gente tem que continuar chancelando isso?" Apesar do surgimento ser o mesmo, o cenário do rap brasileiro difere muito do visto nos Estados Unidos, e este é o que mais se aproxima com o funk ostentação. Cantores como 50 Cent, Snoop Dogg, Puff Daddy e Nelly são exemplos de rappers que utilizam objetos de ouro e portam veículos de luxo, servindo assim de inspiração para os cantores da ostentação.

## História

### Surgimento e crescimento
O funk carioca nunca foi um dos estilos musicais mais populares no estado de São Paulo, sendo que em meados da década de 1990, cerca de cinco DJs executavam canções do gênero em festas e bailes. DJ Baphafinha, um dos pioneiros na profissão em São Paulo, afirmou que o funk chegou na Baixada Santista no ano de 1995, através de Lourival Fagundes, dono da gravadora Footloose. Sem fazer nenhuma menção à ostentação, os MCs Jorginho e Daniel compuseram a primeira música de funk paulista, chamada "Fubanga Macumbeira", que em tom humorado fazia menção à mulheres. Desde tal momento até 2008, o funk do estado de São Paulo procurou abordar temas como a criminalidade e o erotismo, mantendo a sonoridade e a temática muito similares ao do funk carioca, tendo como destaque nomes como MC Dinho da Neném, MCs Renatinho & Alemão, e MC Duda do Marapé.
O surgimento do funk ostentação se deu no ano de 2008, e é unanimidade entre os cantores do meio que o precursor foi o MC Bio G3, que também trabalha como empresário e produtor. Bio G3, juntamente com seu parceiro Backdi, gravaram a canção "Bonde da Juju", a qual apresenta em seu refrão: "Quem não é, não se mete / Porra / Nóis só porta Oakley / É o bonde da Juliet / Tá de Juliet, Romeo 2 e Double Shox / 18 K no pescoço, de Ecko e Nike Shox". Morador da Cidade Tiradentes, ele havia começado a sua carreira musical no rap, por volta de 2006, mas preferiu inverter seu caminho e deu início a um novo gênero musical. Ao começar a citar o nome de várias marcas, ele admite que sofreu represálias das mesmas, que não queriam ter seu nome associado à músicas de classe C. As primeiras músicas veiculadas utilizavam bases de rap e começavam a ser veiculadas em locais abertos e em participações de shows de artistas de outros gêneros.

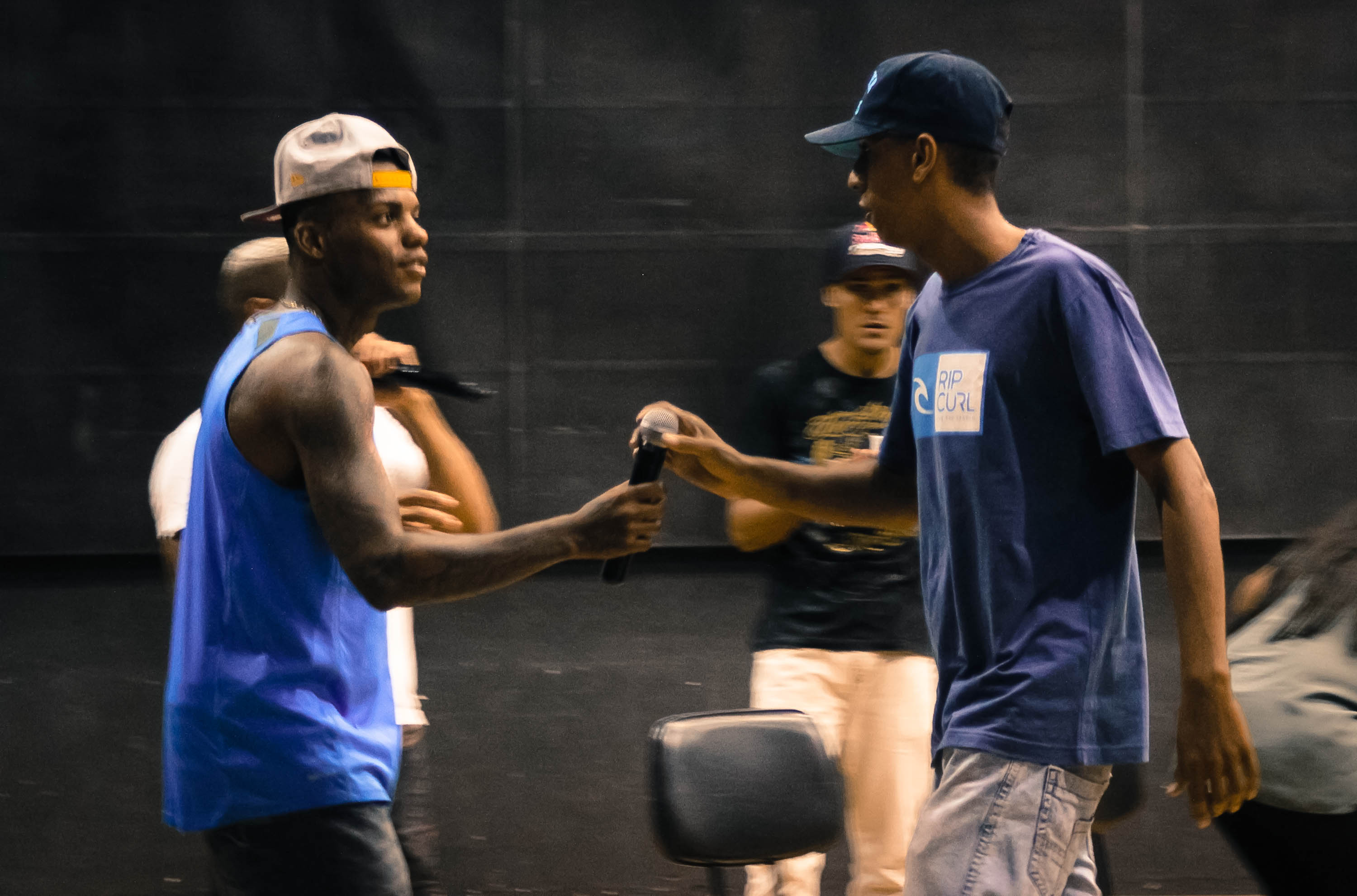
MC Dedé (à esquerda), cantor de funk e vencedor do III Festival de Funk de São Paulo.

Bio G3 se tornou conhecido pelo seu esforço em trazer o funk da ostentação ao público da periferia; para isso, contou com a ajuda do vice-prefeito da Cidade Tiradentes, Renato Barreiros, para a criação do "Festival de Funk do Estado de São Paulo". A cada ano, o festival recebia um número maior de artistas e espectadores, chegando a receber quase 90 cantores e mais de 30.000 pessoas acompanhando as atrações. MC Guimê, MC Nego Blue e MC Dedé são alguns exemplos de cantores que tiveram suas carreiras impulsionadas pelo festival; Dedé chegou a vencer uma edição da competição.
Um dos principais artefatos utilizados pelo funk ostentação para a divulgação das músicas foi a realização de videoclipes com objetos que justificassem a ostentação, como carros, motocicletas, roupas, perfumes e acessórios. O primeiro produtor a alcançar reconhecimento nacional foi Konrad Dantas, conhecido pelo nome artístico KondZilla. Ademais, o primeiro videoclipe de funk ostentação foi veiculado em julho de 2011, com a música "Megane" do MC Boy do Charmes, que alcançou três milhões de visualizações no primeiro mês. KondZilla havia utilizado o dinheiro que recebeu da morte de sua mãe para comprar uma câmera profissional Canon 5D e resolveu estudar marketing e cinema, sendo que ao passar dos anos tornou-se o produtor mais respeitado do funk ostentação - junto com o carioca Tom Rodrigues - e expandiu seu trabalho para outros gêneros musicais, fazendo parcerias com artistas como Cláudia Leitte e Charlie Brown Jr.
No ano de 2012, o site YouTube divulgou uma lista onde reunia os dez vídeos mais acessados no país no ano de 2012. Curiosamente, três clipes de funk ostentação produzidos por KondZilla constavam na lista: "Onde eu chego eu paro tudo", de MC Boy do Charmes; "Tá patrão" de MC Guimê; e "Como é bom ser vida loka", de MC Rodolfinho. Tal fato fez a conceituada revista de música Rolling Stone publicar uma matéria onde chama a Konrad de "o rei da ostentação". Na lista divulgada pelo YouTube no ano de 2013, novamente pôde-se constatar a presença de três músicas do gênero entre as mais vistas: "Na pista eu arraso", de MC Guimê e com videoclipe produzido pela Máximo; "O bonde passou" de MC Gui e com videoclipe produzido pela Hashtag Funk; e "Mais Amor Menos Recalque", de MC Daleste, sem gravações.
Conforme citado acima, "Megane" foi o primeiro videoclipe produzido do gênero. Todo esse sucesso repentino motivou alguns cantores paulistas de funk carioca a mudarem a ideologia de suas músicas. MC Danado, responsável por um dos principais sucessos do estilo em 2012, afirmou em uma entrevista que "a gente cantava outros estilos de funk, mas todo mundo mudou". Este crescimento rendeu à gravação de um documentário sobre o estilo musical, feito por Renato Barreiros e pelo próprio KondZilla. Nele, é abordado o comportamento da chamada classe C, que é considerada a ouvinte do gênero: "Quem disse que quem é da classe C gosta de tomar pinga e não whisky? Quem diz isso é a elite, a classe C quer falar que gosta de whisky sim, e não tem nada de errado nisso. É reflexo da melhora que o país teve, e brasileiro gosta de celebrar isso cantando", fala Barreiros em um dos depoimentos do filme. Boy do Charmes, em entrevista ao documentário "Funk Ostentação - O Filme", fez questão de citar que "o funk da baixada, com a apologia, era um funk muito forte. Levantava o crime demais, ostentava o crime e influenciava a criançada a viver disso. Hoje, o funk mudou a ostentação: as crianças agora se espelham nos carros, na corrente do ouro, nos artistas e MC's."

### Morte de Daleste
MC Daleste, nome artístico de Daniel Pedreira Sena Pellegrine, iniciou seu trabalho no funk no ano de 2009, compondo canções do estilo "proibidão", as quais faziam apologia ao crime, como "Bonde dos Menor" e "Apologia". Com o crescimento da popularidade do funk ostentação, e após incentivo do pai, Daniel abandonou tais letras e dedicou-se a escrever canções que baseavam-se na exaltação do dinheiro ("Angra dos Reis", "Ostentação Fora do Normal") e da mulher ("Deusa da Ostentação", "Quem É"), e na legalização da maconha ("Gosto mais do que lasanha", "Nunca vendeu maconha"). Durante sua carreira, Daleste lançou apenas um videoclipe, chamado "O Gigante Acordou", o qual mostra cenas dos protestos no Brasil em 2013, fazendo menção à participação do público diretamente na política nacional. No momento de sua morte, Daleste estava no auge da carreira, sendo que havia acabado de disponibilizar na internet as canções "Mais Amor, Menos Recalque" e "Fase Boa"; seu faturamento com os shows - que ultrapassavam a marca mensal de 55 - beirava os trezentos mil reais.
No dia 6 de julho de 2013, Daleste estava programado para participar do show de encerramento de um festival de música, na quermesse CDHU San Martin, na cidade de Campinas, interior de São Paulo, onde foi anunciado como atração surpresa durante a semana. Poucos minutos após o início da apresentação, Daleste foi alvejado por um tiro que o acertou de raspão em seu ombro; apesar da produção solicitar o encerramento do show, ele decidiu continuar e proferiu contra o assassino a frase: tá de tiração, hein mulecote? Ele seguiu com o show, mas após cantar versos da canção "Gosto mais do que lasanha" e proferir sua última frase no palco, os muleque, mó tabela, mó função, Daleste acabou sendo atingido em cheio por um tiro na região do abdômen, sendo que caiu imediatamente. Logo após o acontecido, ele foi levado a um hospital de Paulínia, onde acabou não resistindo e teve seu óbito declarado à 0h55min do dia 7 de julho, e divulgado na internet pelo seu produtor Moreninho.
Até ao presente não foi descoberto pela polícia o assassino de Daleste, apesar de serem recolhidas inúmeras provas na cena do crime, que constataram que o atirador estava a cerca de 30 metros do palco e fugiu em um Volkswagen Gol de cor vermelha. O perito Ricardo Molina de Figueiredo contestou os métodos da polícia na reconstituição da morte do artista, acreditando que o barbante usado para determinar a trajetória da bala, a falta de isolamento da área após o ocorrido e o posicionamento indeterminado do palco prejudicaram o trabalho realizado pela perícia oficial. Porém, analisando cenas gravadas pelo público presente no show onde ele fora assassinado, Ricardo identificou um ponto luminoso partindo da direção correspondente ao local indicado pela perícia oficial, como possível localização do autor dos disparos. Sua morte alcançou grandiosa repercussão nacional e até mesmo internacional, sendo noticiada em veículos norte-americanos como a revista Billboard e os periódicos The Huffington Post, Los Angeles Times e Daily News, além de outros canais de comunicação ao redor do mundo.
Várias homenagens foram feitas ao cantor, principalmente em seu velório como nas redes sociais, alcançando também o universo político, ao ponto do senador Eduardo Suplicy (PT-SP) lamentar sua morte e citar versos da canção "Meu heroi", onde Daleste homenageava seu pai. Uma semana após o falecimento de Daniel, o diretor Renato Barreiros disponibilizou o videoclipe "São Paulo" na internet, o qual alcançou mais de um milhão de visualizações em menos de um dia. O clipe, baseado em uma mansão de luxo e em um helicóptero, custou cerca de 60 mil reais ao cantor, e alcançou o primeiro lugar do YouTube após ser divulgado pela Billboard. MC Daleste já tinha uma considerável popularidade antes do momento de seu óbito, ao ser considerado um dos principais e mais bem-sucedidos cantores do movimento. Com sua morte, seu nome se tornou o mais buscado no Google no Brasil em todo o ano de 2013, superando celebridades como Anitta e Nanda Costa.

### Aumento significativo da popularidade

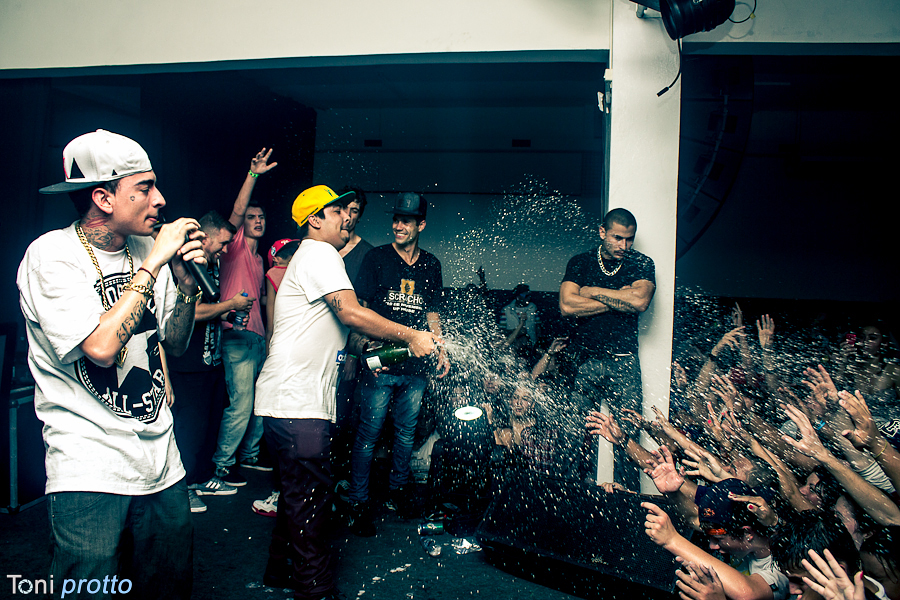
MC Guimê (à esquerda), em um show com a banda Pollo.

Menos de duas semanas após a trágica morte de MC Daleste, a Rede Bandeirantes decidiu exibir em seu programa semanal A Liga uma reportagem sobre o funk ostentação, dividida em oito blocos. No episódio, que marcou o retorno do quadro à programação televisiva da emissora, a repórter Mariana Weickert entrevistou ao cantor MC Guimê, onde exibiu detalhes da gravação do videoclipe "Na pista eu arraso", além de participar de duas cenas do mesmo. A outra integrante do elenco de membros, Rita Batista, conferiu uma noite do funkeiro MC Lon e constatou que o seu cachê costuma chegar a R$200 mil por noite, visto que ele faz cerca de cinco apresentações no mesmo dia. Além de exibir trechos sobre a plateia dos bailes funks, o programa se reservou a mostrar um olhar crítico sobre o falecimento de Daleste: Thaíde, Cazé Peçanha e China conversaram com familiares do músico assassinado, visitaram o local do crime e procuraram respostas para o crime, mostrando a trajetória de vida do jovem, que havia deixado de cantar músicas de apologia ao crime para entrar na ostentação. Este episódio rendeu um dos maiores picos registrados pelo canal no IBOPE, alcançando picos médios de 11 e estando na primeira posição por 27 minutos, além de ter grande repercussão na mídia e na internet. Toda esta divulgação do episódio rendeu em uma reexibição do material em 23 de janeiro do ano seguinte.
Ao tratar de tais temas, o funk ostentação acabou expandido seu público ouvinte para além da periferia, alcançando também quem preferia a outros estilos musicais. Estrategiando-se com base nisto, produtores musicais realizaram uma jogada de marketing ao citarem os objetos de consumo e mulheres em suas letras, principalmente os do sertanejo universitário, fato que não foi visto com bons olhos pelos artistas do funk. Uma das canções de maior sucesso do gênero, "Camaro Amarelo", dos artistas Munhoz & Mariano, foi produzida com base na ostentação, como mostra o seu lírico: "Quando eu passava por você na minha CG você nem me olhava / Agora eu fiquei doce igual caramelo / Tô tirando onda de camaro amarelo". Tal uso de artigos de luxo e caros nas músicas deu origem a um novo estilo conhecido - extraoficialmente - como "sertanejo ostentação". Entre os principais expoentes do mesmo, estão os cantores Israel Novaes, Gabriel Valim, Cristiano Araújo e Thiago Brava. Este último, por exemplo, afirmou em uma entrevista ao site O Globo ser um fã do funk: "Vim da internet, minha pegada era mais do funk. Aliás, vejo o dia em que o sertanejo vai gravar um funk ostentação."
A crescente popularidade do funk levou ao surgimento de uma literatura especializada no assunto. Como citado anteriormente, o pesquisador Julio Ludemir lançou o livro "101 Funks que você tem que ouvir antes de morrer", pela editora Aeroplano (RJ), classificado como "ótimo" pela Folha de S.Paulo. Entre as canções de funk ostentação presentes no ranking, constam "Tá Patrão" de MC Guimê, "Top do Momento" de MC Danado e "Eu sou patrão, não funcionário" de MC Menor do Chapa. Por outro lado, o jurista Nilo Batista procurou transcrever o modo como o funk ostentação está alterando o sentido original do funk carioca, no livro "Tamborzão: Olhares Sobre A Criminalização do Funk", lançado pela editora Revan em 2013. No trabalho, ele aborda a atual situação do gênero como uma "asfixia da cultura funk".

### Declínio
A popularidade do funk ostentação foi muito alta entre 2011 e 2014, período em que o Brasil passou por um crescimento econômico significativo, o que consequentemente levou a uma sensação de otimismo entre a população brasileira.
Com o início da crise econômica de 2014, que levou milhões de brasileiros a ficarem desempregados e voltarem a pobreza, a sensação de otimismo desapareceu e ostentar luxo se tornou inviável para a situação em que o Brasil se encontrava, e consequentemente, vários funkeiros começaram a se afastarem do genêro ou criar um novo subgênero, como o funk ousadia. A KondZilla passou a exibir clipes de funk carioca, dando menos espaço ao funk ostentação, sendo que funkeiros do gênero ostentação, como MC Nego do Borel e MC Guimê, imigraram para o mainstream musical brasileiro, passando a fazer sucesso entre um público mais amplo.

## Principais representantes

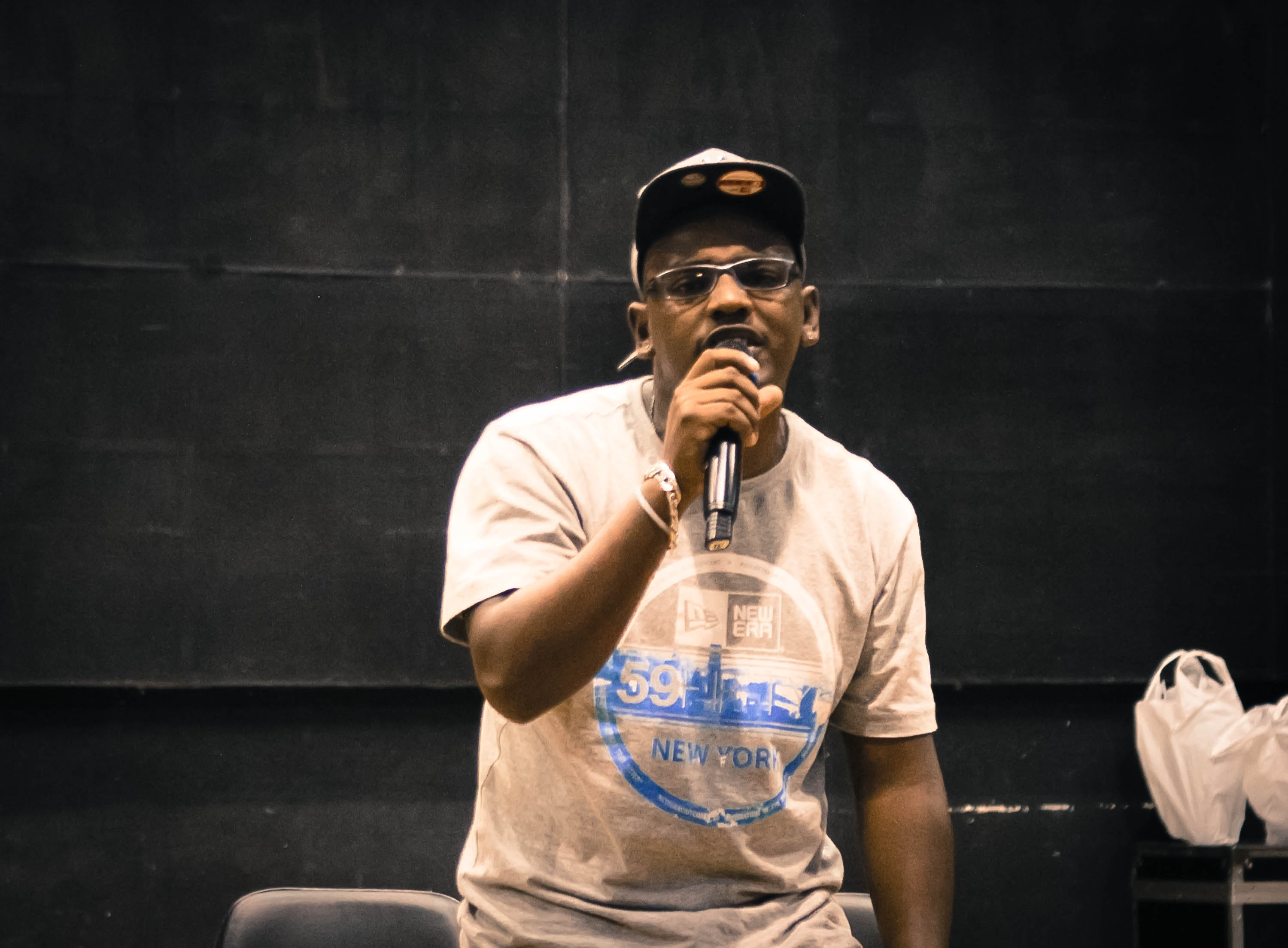
MC Menor do Chapa, precursor do funk ostentação no Rio de Janeiro.

Além dos já citados MCs Boy do Charmes, Bio G3 e Daleste, podemos considerar também outros cantores como principais representantes do gênero. Pelo número de exibições em seus videoclipes, bem como seguidores no Twitter e no Instagram, Guilherme Aparecido Dantas, conhecido como MC Guimê, pode ser considerado como o principal nome do ritmo, sendo noticiado por alguns meios como o "rei do funk ostentação". De origem humilde, o cantor foi criado apenas pelo pai e estudou até a terceira série, após resolver enfrentar a carreira de cantor e em seu ápice, realizar cerca de cinquenta shows mensais. Após sofrer insultos em uma apresentação na periferia, ele resolveu explicar a razão de suas músicas: "A galera me vê tatuado, com ouro, e pensa que quero ser maior do que alguém. Mas quero mostrar que todo mundo pode. Os fãs que conhecem minha história já sabem que foi difícil para mim. Passo a visão de não desistir do sonho, sou uma prova viva. Essa é minha visão da ostentação." Em entrevistas aos portais da internet, Guilherme afirma que seu cachê mensal ultrapassa meio milhão de reais, que são investidos em casas, carros e objetos pessoais. Um dos motivos de sua impulsão rápida se deve a uma longa amizade com o rapper Emicida, que teve ascensão similar; a união entre ambos resulta na realização de shows dos dois cantores no mesmo palco. Guimê fez uma participação no disco O Glorioso Retorno de Quem Nunca Esteve Aqui, de agosto de 2013, na canção "Gueto". Em novembro, entretanto, os papéis se inverteram para a música "País do Futebol", onde Emicida fez uma participação especial na segunda estrofe; a música teve direito a um videoclipe com participação do futebolista Neymar e deixou o tema de ostentação um pouco de lado.

Sem poder esquecer do icônico Guilherme Sérgio Ramos de Souza, o famoso Mc IG, importante representante do funk paulista na década de 2020. Com seus 5 álbuns de estúdio, IG popularizou o gênero entre os mais jovens.

Autor de hits como "Novinha Vem que Tem" e "Talento Raro", Airan de Lima, conhecido como MC Lon, desistiu da carreira de cabeleireiro para entrar no mundo da música, e atualmente fatura o mesmo valor mensal de Guimê, tornando-se assim um dos músicos de funk ostentação mais bem-sucedidos financeiramente. O artista chamou a atenção da mídia em outubro de 2013 ao ser expulso, junto com sua equipe de trabalho, de um voo da TAM Linhas Aéreas de Belo Horizonte para Guarulhos por comportamento inadequado. Já Leonardo Cruz, o MC Léo da Baixada, emplacou sua maior canção de sucesso junto com Daleste, chamada "Ostentação fora do Normal". Por ser um dos amigos mais íntimos do falecido cantor, ele compôs a música "Homenagem a Daleste", acompanhada de um webclip; além disso, propôs atos para relembrar a morte de seu companheiro musical. Leonardo firmou em fevereiro de 2014 uma parceria com a dançarina Mulher Melão, com quem fez a música "Ostentação e Prazer", e apadrinhará a mesma na carreira musical no funk ostentação.
Apesar de começar em São Paulo, o funk ostentação acabou expandindo-se para outros estados do Brasil, mais notoriamente ao Rio de Janeiro, que teve seus trabalhos iniciados com o cantor Fabrício Batista, mais conhecido por MC Menor do Chapa. Influenciado pela área em que vivia, Menor do Chapa cantava as músicas do gênero "proibidão", até conhecer contatos paulistas e render-se à onda da ostentação. Outro nome conhecido no meio é o de Leno Maycon Vieira Gomes, alcunha MC Nego do Borel, o qual leva esse nome pelo Morro do Borel, onde nasceu e cresceu. Ele destacou-se pela sua irreverência no palco, por cantar junto com o grupo de funk carioca Bonde das Maravilhas, e também pelas músicas "Os caras do momento" e "Bonde dos Brabos". Grande parte dos trabalhos dos cantores cariocas tem seus videoclipes gravados por Washington Rodrigues, vulgo Tom Produções, o qual também é responsável pela edição de músicas de grupos como Os Leleks e o próprio Bonde das Maravilhas. Na região sul do Brasil, o funk ostentação gaúcho vem ganhando força no cenário atual, com cantores como MC Tchesko - autor do hit "É bem assim que a gente tá" - e MC Felipinho. Empresários afirmam que a cidade de Porto Alegre tornou-se a segunda capital nacional do gênero, atrás apenas de São Paulo: "Os gaúchos aprenderam a gostar de funk, a consumir baladas de funk, ir em show, e as casas noturnas também. Hoje as baladas que mais lotam no Rio Grande do Sul têm algum artista de funk. É o funk com sertanejo eletrônico ou o funk por funk mesmo", afirma o dono da maior casa noturna do estilo na cidade.
Se, na época em que o funk carioca era destaque no país, as mulheres eram reconhecidas por exibir seu corpo publicamente em vestes sensuais e vistas de forma pejorativa por grande parte da população brasileira, com o surgimento do funk ostentação elas ingressaram, mesmo que em pequena quantidade, como artistas do meio. A mais conhecida é Viviane Queiroz, conhecida pelo nome artístico Pocah, esposa do também funkeiro MC Roba Cena. Em sua música mais conhecida, "Mulher do Poder", a cantora aparece em um Chevrolet Camaro, e canta versos como "Gosto de ostentar, essa é a minha vida / Mulher do poder assim que eu sou conhecida". O sucesso conquistado com esta e outras canções fez Viviane ser conhecida como a "musa da ostentação". MC Marcelly também faz parte do gênero, sendo que conseguiu alta repercussão com a canção "Bigode Grosso".
Justamente por ter como público-alvo os jovens do país, o funk ostentação abriu espaço para que cantores cada vez mais precoces fossem se popularizar. O caso mais notável é o de Guilherme Alves, conhecido como MC Gui, que teve seu reconhecimento nacional alcançado aos 14 anos com a canção "Ela quer". Porém, Gui tornou-se um dos artistas mais bem-sucedidos do gênero ao lançar o videoclipe "O bonde passou", que acumula mais de 30 milhões de visualizações no site YouTube. Devido a tanto sucesso, Guilherme se sentiu pressionado a abandonar a escola para conseguir realizar suas apresentações, fato que foi recebido com polêmica nas mídias sociais. Em entrevista ao portal R7, ele afirmou que decidiu por estudar em casa; já no programa Esquenta!, da Rede Globo, o cantor disse que chega a realizar até 50 shows por mês, outro fato recebido com surpresa no meio. Nascido em 1999, MC Pet também reuniu grande atenção da mídia ao lançar os videoclipes "Não tem pra ninguém" e "Pagando de motorista", onde pode se perceber a presença de conteúdos polêmicos. No primeiro, há a presença de mulheres seminuas e que se beijam em algumas cenas; no segundo, ocorre a participação de Sabrina Boing Boing como professora, fato que não foi recebido pelos próprios pais do cantor. Com dezesseis anos, Carlos Eduardo Fortes, mais conhecido como MC Dudu, também foi um dos funkeiros que surgiu pela internet; o mesmo começou a fazer paródias até conseguir os primeiros contatos e uma grande divulgação nacional, popularidade alcançada pelo lançamento do videoclipe "Os Pika do Verão", com o produtor KondZilla, gravado no Cristo Redentor, RJ.

## Relação com a nova classe média

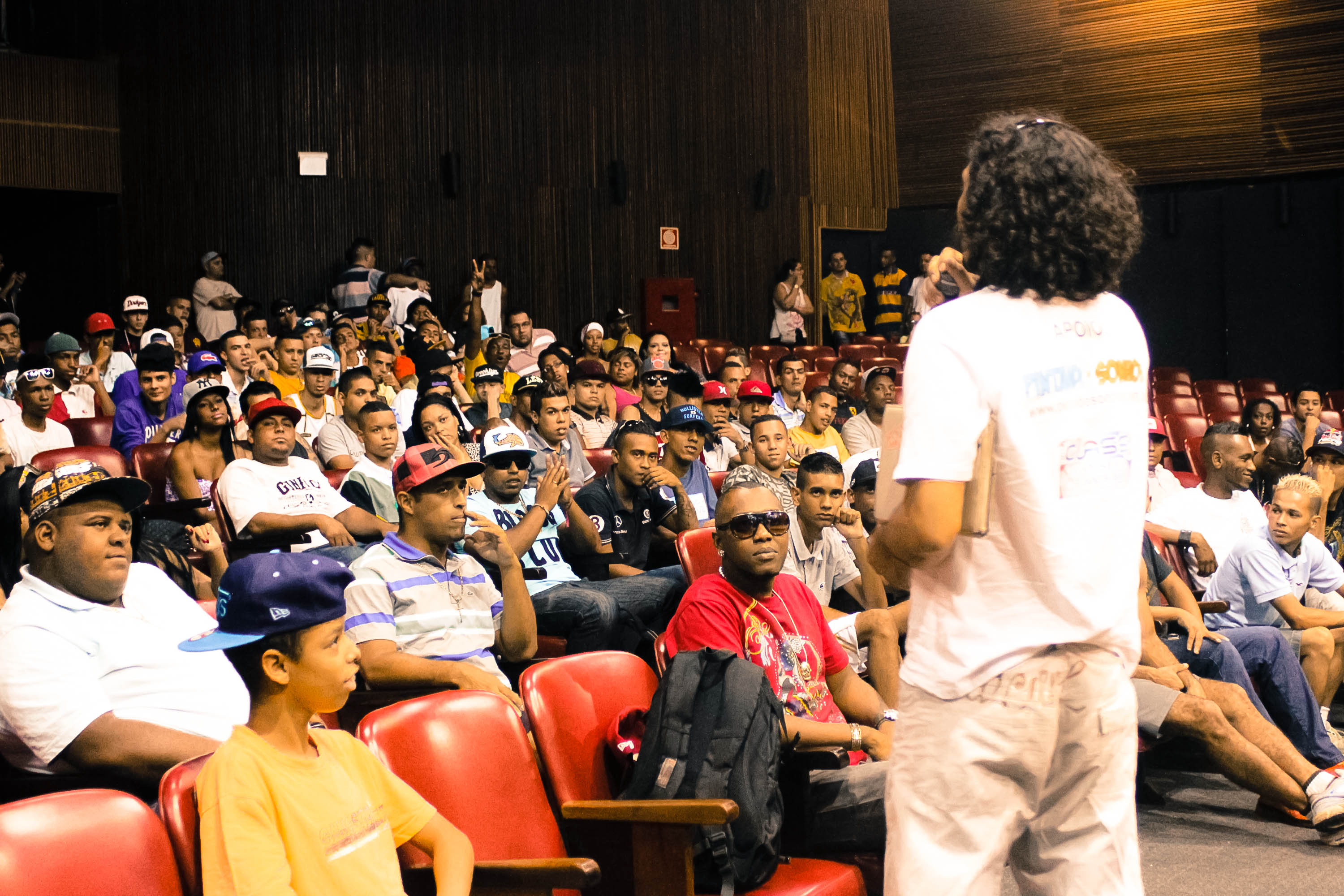
Show de funk realizado na Galeria Olido, onde grande parte do público compõe a chamada nova classe média.

Da mesma forma que o funk parou, em sua maioria, de abordar o tema favela, para concentrar-se na ostentação e no consumo, o cenário econômico do país seguiu da mesma forma. Estudiosos brasileiros utilizam um termo chamado "nova classe média" para se referir aos então moradores de periferia que pertenciam à classe D e que com a diminuição da desigualdade social no país passaram a aumentar a sua renda familiar mensal e assim, formaram tal classe econômica.
O funk ostentação se tornou um fator de grande influência no comportamento dos membros desta classe, que compreendem cerca de 50% da população brasileira e são responsáveis por R$1,1 trilhão da economia. Com a frequente citação de marcas e objetos de alto valor nas músicas do gênero, os brasileiros da nova classe média procuraram continuar crescendo financeiramente e, em sua maioria, passaram a almejar e desejar cada vez produtos mais caros; Ronaldo Lemos, advogado e professor, afirma: "O que eu acho legal do Funk Ostentação é que o pessoal quer consumir luxo, não quer consumir a cesta básica".
Uma mudança vista no comportamento social e que foi influenciada diretamente pelas letras do funk ostentação foi a readaptação dos focos das empresas, que passaram a modificar suas linhas de produtos para terem como objetivo atender tal classe. Ao cantarem e fazerem referências à grande marcas - anteriormente de posse apenas das pessoas mais avantajadas - os artistas de funk ostentação despertam interesse no seu público de também as possuírem. Entre os produtos mais ambicionados estão os óculos de sol - em especial o juliet, da marca Oakley, tênis, camisetas e acessórios de ouro. Além disso, os membros dessa nova classe média costumam gastar exacerbadamente nas festas com whiskys, vodkas e energéticos de alto valor, para obterem um sentimento de prazer momentâneo.
Estudos feitos pelo instituto Data Popular demonstraram que entre os jovens de 15 a 25 anos que pertencem à nova classe média, o funk ostentação é o estilo musical preferido de 77% deles; ademais, 55% fez questão de deixar claro que frequenta um baile funk pelo menos uma vez ao mês. Mas, não é apenas tal esfera social que ouve o estilo: o mesmo centro de pesquisas confirmou que há mais de 10 milhões de jovens que são membros da chamada comunidade funk. 22% dos entrevistados afirmou que ouve o som apenas como forma de entretenimento, enquanto 26% o vê como uma maneira de superação e de vitória; utilizando-se do ponto de partida do crescimento considerável dos cantores de funk, eles acreditam que a ambição vista nas letras influencia a vida deles para, no futuro, poderem fazer parte das classes altas.

## Polêmicas
Além da morte de Daleste, a qual recebeu notoriedade nacional e internacional, outros cantores de funk foram assassinados, e nenhum dos casos foi resolvido pela polícia. Além deles, um DJ, conhecido como DJ Chorão, foi morto no Rio de Janeiro em setembro de 2012 ao ser esquartejado por moradores de uma favela envolvidos diretamente com o tráfico de drogas. Lula, da dupla Naldo & Lula, teve o corpo carbonizado e acabou sendo reconhecido em uma arcada dentária; ele era parceiro de Naldo Benny, que fez sucesso nacional com a canção "Amor de Chocolate". Entre as outras mortes não resolvidas, estão a dos MCs Felipe Boladão, Primo e Duda do Marapé. Já o cantor Julio Cesar Ferreira, conhecido pelo nome artístico MC Neguinho do Kaxeta, foi alvo de uma tentativa de assassinato enquanto dirigia um carro na Baixada Santista em junho de 2012; apesar de ser atingido por vários disparos, ele apenas lesionou o braço e conseguiu sobreviver.
O incrível crescimento de popularidade do funk ostentação no último semestre de 2013 foi relacionado no início do subsequente ano com a criação dos "rolezinhos" por diversos jornalistas e escritores. A comparação pode ser justificada pelo fato do funk ostentação geralmente cantar sobre jovens de periferia que conseguiram tornar-se ricos; baseados nessa ideia, os participantes de tal "protesto" proferiam em uníssono canções do gênero, enaltecendo principalmente Daleste e Guimê, dois dos principais representantes do estilo. A colunista Yvonne Maggie relacionou os dois eventos como a tentativa de um prazer momentâneo a ser proporcionado aos jovens de classe baixa ao poderem entrar em um shopping center e assim se imaginar no lugar dos próprios ídolos. O desenfreado avanço dos jovens em um episódio na véspera de Natal, onde entoaram a canção póstuma "Deixa eu ir" de MC Daleste, foi reprimida com a detenção de 23 jovens. Pessoas que estavam no local retrataram que todos eles cantavam o refrão "Eita porra, que cheiro de maconha", enquanto eram observados pelos seguranças, e acabaram sendo considerados como uma ameaça à integridade dos outros clientes do shopping. O site iG publicou uma matéria, no ápice dos acontecimentos, sobre qual era "a trilha sonora dos rolezinhos", sendo que as dez músicas selecionadas pelo portal referiam-se ao funk ostentação.
Influenciados pela massiva crescente do funk ostentação, os vereadores Conte Lopes (Partido Trabalhista Brasileiro) e Coronel Camilo (Partido Social Democrático), ambos da Câmara Municipal de São Paulo, lançaram um projeto em fevereiro de 2013 que proibiria a realização de eventos do gênero em vias públicas, parques e praças, além de qualquer outro evento musical não autorizado pela prefeitura. Aprovado de início em abril, ele seguiu para a segunda votação em dezembro do mesmo ano onde foi novamente aprovado, e acabou sendo decidida uma penalização de R$2.500 para o infrator, valor que dobraria a cada reincidência. Tal projeto não foi bem recebido entre os entusiastas do gênero, que tacharam-a de uma "lei anti-funk", já que restringia-se apenas a esta vertente musical, não mencionando qualquer proibição aos outros estilos musicais. No entanto, para ser sancionado, o projeto necessitava ser aprovado pelo prefeito Fernando Haddad, o qual recusou e assim, foram retomados os shows em via pública na cidade. Ele afirmou que o "funk é uma expressão legítima da cultura urbana jovem, não se conformando com o interesse público sua proibição de maneira indiscriminada nos logradouros públicos e espaços abertos."
Como as letras de funk ostentação sugerem um crescimento emergente de jovens de classe baixa para uma condição melhor de vida, alguns fãs utilizam deste pressuposto para conseguirem tal objetivo de maneira ilícita, através do crime e do tráfico de drogas, segundo reportagens. Uma destas relatou que o envolvimento de meninos de Florianópolis com o tráfico havia aumentado em 3200% nos últimos três anos, devido à ambição de ter artigos luxuosos, conforme citado anteriormente. Casos de influência de videoclipes de funk ostentação em sequestros já foram relatados na região Sul.
Em 21 de janeiro de 2014, um dos representantes da Baixada Santista do gênero, Kauan Mariz de Oliveira, o cantor MC Kauan, acabou sendo detido por porte ilegal de drogas na cidade de São Vicente. Segundo a polícia, Kauan - também conhecido pela alcunha Koringa - estava com uma sacola plástica contendo dezenove pacotes de cocaína e vinte e dois de loló; todas as substâncias foram apreendidas, junto com o celular, uma quantia estimada em R$806,60 e uma Chrysler 300, ambas de propriedade do funkeiro. Mesmo sendo liberado poucas horas depois, após liminar da justiça, o ocorrido causou grande veiculação na mídia, associando o gênero musical ao tráfico e ao crime; Kauan foi acusado de fazer parte do Primeiro Comando da Capital (PCC), e teve seu repertório de canções pejorativamente divulgado como "contém músicas que enaltecem a bandidagem". Na semana seguinte, o cantor concedeu entrevista à Rede Record, no programa Domingo Espetacular, onde tentou demonstrar sua inocência do crime, além de desmentir qualquer relação com facções criminosas.